# Aidos
Aidos (in greco antico: Αἰδώς?, Aidôs), è un personaggio della mitologia greca e corrisponde alla divinità della vergogna, modestia, rispetto e umiltà.
La sua corrispondente della mitologia romana è Pudicitia.
Alcune fonti nominano Aeschyne come la personificazione della vergogna e della riverenza. Questa figura sembra essere l'equivalente di Aidos.

## Genalogia
Figlia di Prometeo.
Non sono noti nomi di eventuali sposi o progenie.

## Mitologia
Spesso considerata come una personificazione piuttosto che una divinità fisica, rappresenta la sensazione di riverenza o di vergogna che trattiene gli uomini dal male. Un esempio di aidos è quella che può provare una persona ricca in presenza di poveri, soprattutto nel caso in cui la ricchezza del suddetto sia una questione di fortuna, più che di merito.
Aidos fu l'ultima dea a lasciare la terra dopo l'età dell'oro. Era inoltre compagna stretta della dea della vendetta, Nemesi (νέμεσις).
Ci sono diversi riferimenti a lei nel teatro greco antico, come nel Prometeo incatenato di Eschilo, Ifigenia in Aulide di Euripide e nell'Edipo re di Sofocle.
A Sparta e Atene erano presenti altari a lei dedicati.